# Averara

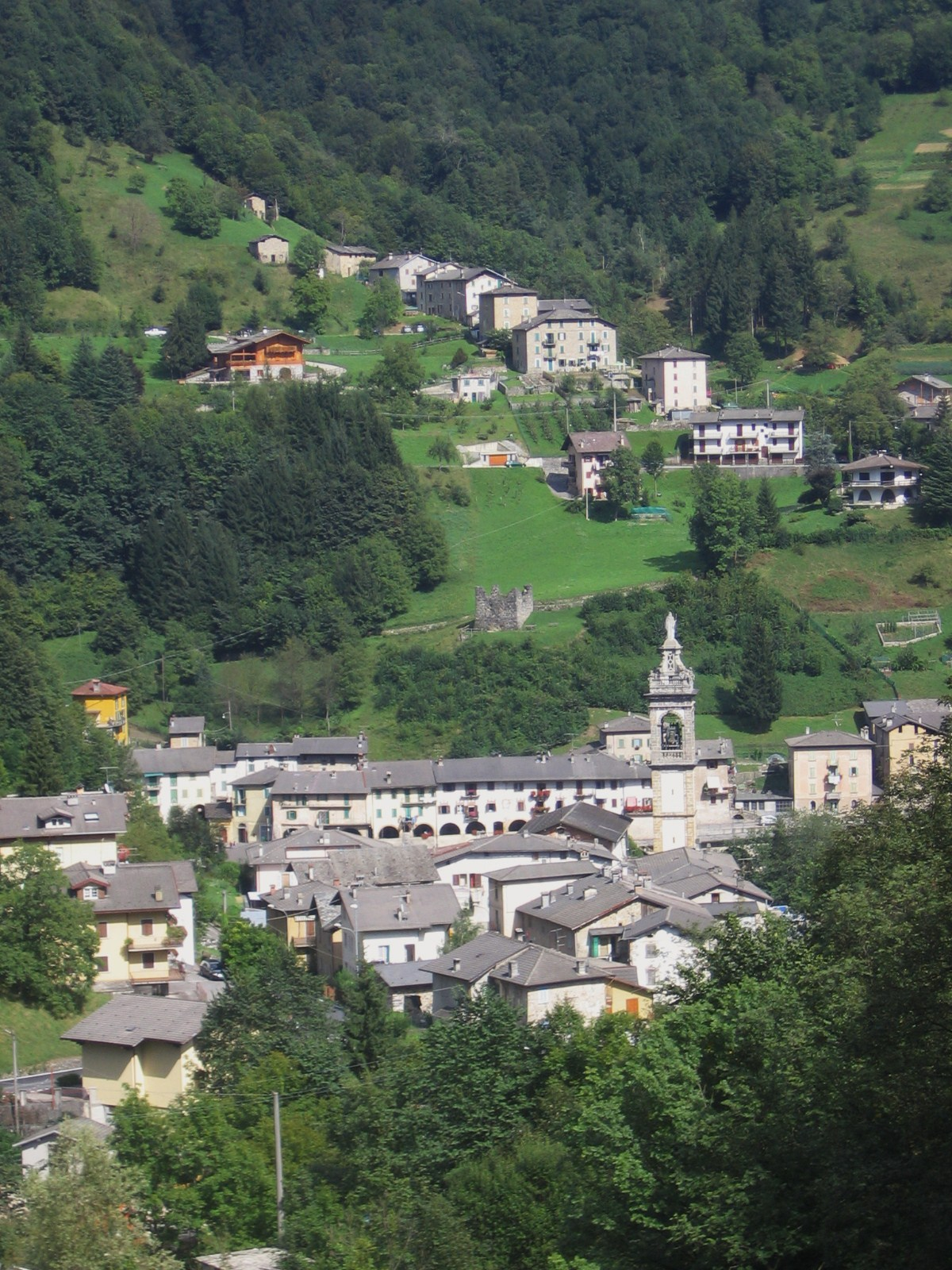
Panorama Averara

Averara – miejscowość i gmina we Włoszech, w regionie Lombardia, w prowincji Bergamo.
Według danych na styczeń 2009 gminę zamieszkiwało 196 osób przy gęstości zaludnienia 18,6 os./1 km².